# Crna
Crna boja:
- nastaje miješanjem sljedećih boja: cijan, magenta i žuta
- ima u RGB-u vrijednost (0, 0, 0) decimalno ili 000000 heksadecimalno
- ima oznaku 9005 u RALovu sustavu boja.